# Un sueño mágico
Un sueñoa mágico Pista número 11 del álbum En el maravilloso mundo de Ingesón, último LP perteneciente a la banda Bogotána The Speakers. Es una canción compuesta por el bajista Humberto Monroy y grabada en los "Estudios Ingeson" de Manuel Drezner en 1968.

## Letra
I
El sol se oscureció

Mi mente toda se rompió

Estoy dentro de un sueño

En un lugar sin nombre

Su cielo entonado

Y la gente azul

Los peces sonríen

Es fantástico vivir en un mundo irreal

De cazar entre las nubes

Y soñar sin despertar

Jamás!

II
Hay un millón de voces

Siento miles de colores

Y vibra mis oídos

Me siento confundido

El cielo entonado

Y la gente azul

Los árboles hablan

Es fantástico vivir en un mundo irreal

De cazar entre las nubes

Y soñar sin despertar

Jamás!